# Нассер Аль-Хелаїфі
Нассер Ганім аль-Хелаїфі (араб. ناصر بن غانم الخليفي; нар. 12 листопада 1973, Катар) — катарський бізнесмен і тенісист. Є головою і генеральним директором компанії beIN Media Group і Qatar Investment Authority, президентом Федерації тенісу Катару (QTF) і віце-президентом Азійської федерації тенісу (ATF) по Західній Азії.
Аль-Хелаїфі — президент і генеральний директор футбольного клубу «Парі Сен-Жермен», який повністю належить компанії Qatar Sports Investments. Він також член оргкомітету клубного чемпіонату світу з футболу.

## Спортивна кар'єра
Аль-Хелаіфі займає друге місце серед найбільш успішних катарських тенісистів в Кубку Девіса після Султана Халфана, маючи на рахунку 43 поєдинки (з них 12 перемог) в одиночному і 30 зустрічей (12 перемог) в парному розряді. Аль-Хелаїфі, чия тенісна кар'єра тривала з 1992 по 2002 рік, став першим катарським тенісистом, який брав участь у турнірах ATP (у 1996 році на Відкритому чемпіонаті Франції і в 2001 році в Катарі). Він досяг рекордного для себе рейтингу (995 місце) в кінці 2002 року.
Нассер є президентом Федерації тенісу Катару з 2008 року і віце-президентом Азійської тенісної федерації по Західній Азії з 2011 року.

## Адміністративна діяльність
Нассер аль-Хелаїфі займає пост генерального директора мережі Al Jazeera Sports з 2006 року. Всього за кілька місяців він домігся відкриття 14 спортивних каналів і укладання контрактів на трансляцію близько 50 основних спортивних заходів Африки і Близького Сходу.
31 грудня 2013 року Al Jazeera Sports була відокремлена від Al Jazeera Media Network і перейменована в beIN Sports. Паралельно створена beIN Media Group офіційно стала власником beIN Sports. Аль-Хелаїфі був призначений головою і генеральним директором beIN Media Group. Структура beIN Sport включає 22 канали (у тому числі 6 каналів високої чіткості) і віщає в країнах Близького Сходу, Північної Африки, Європи, Північної Америки, Австралії та Азії.
З липня 2011 року Нассер є головою фонду Qatar Sports Investments (QSi). Головним завданням QSi є інвестиції в спорт на національному і міжнародному рівні. У тому ж місяці фонд, заснований тодішнім кронпринцем Катару Тамімом бін Хамадом, придбав контрольний пакет акцій футбольного клубу «Парі Сен-Жермен» (ПСЖ), і аль-Хелаїфі став головою наглядової ради клубу. QSi також володіє брендом спортивного одягу Burrda і вклала кошти у виробництво форми футбольного клубу «Барселона».
У лютому 2012 року аль-Хелаїфі отримав французьку премію «Спортивного бізнесу», отримавши більшість голосів і випередивши 9 осіб. В листопаді 2013 року новий емір Катару Тамім бін Хамад, якого пов'язують з аль-Хелаїфі давні ділові і дружні стосунки, призначив його міністром без портфеля.
У квітні 2021 року аль-Хелаїфі був обраний головою Асоціації європейських клубів.